# Overtake Award
L'Overtake Award, ufficialmente noto come Crypto.com Overtake of the Month Award per ragioni di sponsorizzazione, è un riconoscimento accessorio al campionato mondiale di Formula 1, introdotto dalla stagione 2021 al fine di premiare il pilota autore del maggior numero di sorpassi durante la stagione.
Dalla stagione successiva il premio viene attribuito al pilota che viene premiato per più gare, come l'autore del sorpasso migliore della gara. Dal 2023 il premio viene assegnato mensilmente, venendo scelto dai tifosi fra una serie di manovre di sorpasso.

## Albo d'oro
2021 
| Nr.                                        | Gara | Pilota           | Nr. sorpassi |
| ------------------------------------------ | ---- | ---------------- | ------------ |
| 13                                         | NED  | Sergio Pérez     | 10           |
| 14                                         | ITA  | Valtteri Bottas  | 14           |
| 15                                         | RUS  | Charles Leclerc  | 18           |
| 16                                         | TUR  | Carlos Sainz Jr. | 12           |
| 17                                         | USA  | Sebastian Vettel | 6            |
| 18                                         | MXC  | Esteban Ocon     | 10           |
| 19                                         | SAP  | Lewis Hamilton   | 25           |
| 20                                         | QAT  | Sergio Pérez     | 17           |
| 21                                         | SAU  | Sebastian Vettel | 12           |
| 22                                         | ABU  | Kimi Räikkönen   | 6            |
| Vincitore: Sebastian Vettel (132 sorpassi) |      |                  |              |

2022 
| Nr.                                                            | Gara | Pilota           | Sorpasso subito                              |
| -------------------------------------------------------------- | ---- | ---------------- | -------------------------------------------- |
| 1                                                              | BHR  | Charles Leclerc  | Max Verstappen                               |
| 2                                                              | SAU  | Kevin Magnussen  | Pierre Gasly                                 |
| 3                                                              | AUS  | Sergio Pérez     | Lewis Hamilton                               |
| 4                                                              | EMI  | Max Verstappen   | Charles Leclerc                              |
| 5                                                              | MIA  | Fernando Alonso  | Lewis Hamilton                               |
| 6                                                              | ESP  | Lewis Hamilton   | Carlos Sainz Jr.                             |
| 7                                                              | MON  | Pierre Gasly     | Daniel Ricciardo                             |
| 8                                                              | AZE  | Sebastian Vettel | Yuki Tsunoda                                 |
| 9                                                              | CAN  | Charles Leclerc  | Valtteri Bottas                              |
| 10                                                             | GBR  | Lewis Hamilton   | Sergio Pérez e Charles Leclerc               |
| 11                                                             | AUT  | Charles Leclerc  | Max Verstappen                               |
| 12                                                             | FRA  | Fernando Alonso  | Lando Norris e George Russell                |
| 13                                                             | HUN  | Daniel Ricciardo | Fernando Alonso e Esteban Ocon               |
| 14                                                             | BEL  | Esteban Ocon     | Sebastian Vettel e Pierre Gasly              |
| 15                                                             | NED  | Mick Schumacher  | Sebastian Vettel                             |
| 16                                                             | ITA  | Lewis Hamilton   | Pierre Gasly e Lando Norris                  |
| 17                                                             | SIN  | Sebastian Vettel | Kevin Magnussen, Lance Stroll e Yuki Tsunoda |
| 18                                                             | JPN  | Lance Stroll     | Vari piloti                                  |
| 19                                                             | USA  | Sebastian Vettel | Kevin Magnussen                              |
| 20                                                             | MXC  | Lance Stroll     | Vari piloti                                  |
| 21                                                             | SAP  | George Russell   | Max Verstappen                               |
| 22                                                             | ABU  | Zhou Guanyu      | Alexander Albon                              |
| Vincitore: Sebastian Vettel sorpasso su Kevin Magnussen ( USA) |      |                  |                                              |

2023 
| Mese                                                       | Gara | Pilota          | Sorpasso subito  |
| ---------------------------------------------------------- | ---- | --------------- | ---------------- |
| Marzo                                                      | BHR  | Fernando Alonso | Lewis Hamilton   |
| Aprile                                                     | AZE  | Fernando Alonso | Carlos Sainz Jr. |
| Maggio                                                     | MON  | Kevin Magnussen | Logan Sargeant   |
| Giugno                                                     | CAN  | Fernando Alonso | Lewis Hamilton   |
| Luglio                                                     | HUN  | Sergio Pérez    | Oscar Piastri    |
| Agosto                                                     | JPN  | Charles Leclerc | George Russell   |
| Settembre                                                  | JPN  | Charles Leclerc | George Russell   |
| Ottobre                                                    | MXC  | Lando Norris    | George Russell   |
| Novembre                                                   | LVG  | Charles Leclerc | Sergio Pérez     |
| Vincitore: Charles Leclerc sorpasso su Sergio Pérez ( LVG) |      |                 |                  |

2024 
| Mese                                                           | Gara | Pilota           | Sorpasso subito                             |
| -------------------------------------------------------------- | ---- | ---------------- | ------------------------------------------- |
| Marzo                                                          | SAU  | Oliver Bearman   | Yuki Tsunoda                                |
| Aprile                                                         | JPN  | Yuki Tsunoda     | Nico Hülkenberg                             |
| Maggio                                                         | MIA  | Charles Leclerc  | Lewis Hamilton                              |
| Giugno                                                         | CAN  | Alexander Albon  | Daniel Ricciardo e Esteban Ocon             |
| Luglio                                                         | BEL  | Oscar Piastri    | Charles Leclerc                             |
| Agosto                                                         | AZE  | Oscar Piastri    | Charles Leclerc                             |
| Settembre                                                      | AZE  | Oscar Piastri    | Charles Leclerc                             |
| Ottobre                                                        | USA  | Franco Colapinto | Fernando Alonso                             |
| Novembre                                                       | LVG  | Charles Leclerc  | Pierre Gasly e Carlos Sainz Jr.             |
| Dicembre                                                       | ABU  | Charles Leclerc  | Liam Lawson, Valtteri Bottas e Sergio Pérez |
| Vincitore: Franco Colapinto sorpasso su Fernando Alonso ( USA) |      |                  |                                             |

2025 
| Mese   | Gara | Pilota         | Sorpasso subito |
| ------ | ---- | -------------- | --------------- |
| Marzo  | AUS  | Oscar Piastri  | Lewis Hamilton  |
| Aprile | SAU  | Oscar Piastri  | Lewis Hamilton  |
| Maggio | EMI  | Max Verstappen | Oscar Piastri   |
| Giugno | AUT  | Lewis Hamilton | Liam Lawson     |